# Gilbert Harding
Gilbert Charles Harding (5 de junio de 1907 – 16 de noviembre de 1960) fue un periodista y presentador de radio y televisión de nacionalidad británica. Entre las muchas actividades a las que se dedicó figuran la de maestro, periodista, policía, disc-jockey, entrevistador y presentador. También actuó en varios filmes, a veces como actor de carácter, pero usualmente como él mismo.

## Biografía
Nacido en Hereford, Inglaterra, su padre falleció en un accidente cuando él era pequeño, por lo que su madre le llevó a la Royal Wolverhampton School para ser educado en dicho centro. Continuó sus estudios en el Queens' College de la Universidad de Cambridge, tras lo cual enseñó inglés en Canadá y Francia. Tras volver al Reino Unido, trabajó como policía en Bradford, antes de ocuparse como corresponsal de The Times en Chipre. En 1936 volvió de nuevo a Inglaterra, empezando una larga trayectoria con la BBC. En esta emisora fue panelista de manera regular del programa televisivo What's My Line?, habiendo presentado el primer episodio del show en 1951. 
Harding era conocido por su irascibilidad, y en la prensa amarilla se le llegó a llamar "el hombre más rudo de Gran Bretaña". Su fama se debía a su incapacidad para tolerar las necedades, y muchos espectadores veían What's My Line? por la posibilidad de ver uno de los excesos de Harding. Estas salidas de tono en la TV eran superadas por las que tenía en privado, y todo ello consiguió que fuera incapaz de ir a ningún sitio sin sufrir el acoso de sus admiradores. 
Tras este brusco exterior había un hombre solitario y complejo que de manera constante hacía donaciones para obras de caridad, visitaba a enfermos y ayudaba a necesitados. Pero estos detalles, contrarios a su imagen pública, se conocieron tras su muerte.
Gilbert Harding falleció en Londres, Inglaterra, en 1960, tras haber rodado un programa radiofónico en las dependencias de la BBC. La causa fueron las complicaciones surgidas tras sufrir un ataque de asma. Tenía 53 años de edad. Fue enterrado en el Cementerio St Mary Roman Catholic de Kensal Green, Londres.